# Amphisbaena hiata
Espèce
Amphisbaena hiata est une espèce d'amphisbènes de la famille des Amphisbaenidae.

## Répartition
Cette espèce est endémique d'Argentine. Elle se rencontre dans les provinces de Formosa et de Corrientes.

## Publication originale
- Montero & Céspedez, 2002 : New two-pored Amphisbaena (Squamata: Amphisbaenidae) from Argentina. Copeia, vol. 2002, n. 3, p. 792-797.